# 克羅克茨布拉夫 (阿肯色州)
克羅克茨布拉夫（英語：Crocketts Bluff）是位於美國阿肯色州阿肯色縣的一個非建制地區。該地的面積和人口皆未知。

## 地理
克羅克茨布拉夫的座標為34°26′38″N 91°13′12″W / 34.44389°N 91.22000°W，而該地的平均海拔高度為49米（即161英尺）。